# You Can't Stop the Girl
You Can't Stop the Girl is een nummer van de Amerikaanse zangeres Bebe Rexha uit 2019. Het nummer is afkomstig van de soundtrack van de film Maleficent: Mistress of Evil.
"You Can't Stop the Girl" is een ballad, en één van Rexha's rustigere nummers. Het nummer werd enkel een hit in Nederland, waar het een bescheiden 29e positie pakte in de Nederlandse Top 40.